# Gennady Stolyarov II
Gennady Stolyarov II (Minsk, Bielorrusia, 1987) es un político, youtuber, podcaster y escritor libertario y transhumanista bielorruso nacionalizado estadounidense conocido principalmente por su libro Death is Wrong. Sus obras han sido publicadas principalmente por el Instituto de Ética y Tecnologías Emergentes, Le Québécois Libre, el Instituto Mises y su propia editorial online: The Rational Argumentator. Stolyarov también es presidente del Partido Transhumanista de los Estados Unidos y trabaja como actuario y regulador de seguros en Nevada.

## Biografía
Stolyarov nació en Minsk, Bielorrusia. Emigró a Estados Unidos y se nacionalizó estadounidense. Estudió el triple grado de economía, alemán y matemáticas en el Hillsdale College de Michigan. Sus escritos incluyen ciencia ficción (Eden against the Colossus), poesía y ensayos filosóficos sobre transhumanismo. También ha publicado sus propias composiciones musicales y una serie de podcasts llamados G+W Audio Broadcasts.
Desde 2002 publica The Rational Argumentator, una revista online sobre transhumanismo.
En diciembre de 2013 publicó su obra más conocida: el libro dirigido a un público juvenil Death is wrong. En él Stolyarov hace una síntesis de la filosofía transhumanista y argumenta que la muerte es algo que puede ser resuelto por la tecnología y la ciencia y un día será posible extender la vida indefinidamente o al menos a muy largo plazo. Fue ilustrado por Wendy Stolyarov.
Stolyarov es también presidente del Partido Transhumanista de los Estados Unidos, que aboga, entre otras políticas, por la prolongación de la vida como eje de sus actividades.
En septiembre de 2018, Stolyarov fue ponente en el Festival RAAD 2018, un importante encuentro mundial sobre transhumanismo.